# Strays (Margo Price)
Strays è il quarto album in studio della cantante statunitense Margo Price, pubblicato nel 2023.

## Tracce
1. Been to the Mountain – 5:28
2. Light Me Up (featuring Mike Campbell) – 5:05
3. Radio (featuring Sharon Van Etten) – 2:49
4. Change of Heart – 4:04
5. County Road – 6:08
6. Time Machine – 2:46
7. Hell in the Heartland – 4:28
8. Anytime You Call (featuring Lucius) – 3:48
9. Lydia – 6:12
10. Landfill – 5:34

## Formazione
- Margo Price – voce (tutte le tracce); glockenspiel, maracas, tamburello (1); percussioni (2, 4, 7, 8), chitarra acustica (3, 7, 9)
- Alex Muňoz – chitarra acustica a 12 corde, cori (tutte); chitarra elettrica (1–8, 10), chitarra baritono (3, 10), chitarra acustica (4, 5), pedal steel guitar (5, 7, 10)
- Jamie Davis – chitarra acustica, cori (tutte); chitarra elettrica (1–6, 8, 10)
- Jeremy Ivey – chitarra acustica (tutte), basso (3, 8)
- Dillon Napier – batteria (1–7, 10), drum machine (3), percussioni (4, 5)
- Micah Hulscher – tastiera (tutte), organo (1, 2, 4–7), piano (1–3, 5–8, 10), sintetizzatore (1–3, 5–7, 10), clavicembalo (1, 2), celesta (6)
- Kevin Black – basso (2, 4–7)
- Mike Campbell – chitarra elettrica (2)
- Jonathan Wilson – basso Moog (3, 6, 8); chitarra, timpani (3); campane, piano (6); chitarra acustica, nacchere, tamburello (7); percussioni (8, 10)
- Sharon Van Etten – voce (3)
- Ny Oh – voce (5, 10)
- Dexter Green – batteria (8)
- Jess Wolfe – voce (8)
- Holly Laessig – voce (8)
- Jacob Braun – violoncello (9)
- Zach Dellinger – viola (9)
- Andrew Bullbrook – violino (9)
- Wynton Grant – violino (9)